# 平掌乡
平掌乡，是中华人民共和国云南省玉溪市新平彝族傣族自治县下辖的一个乡镇级行政单位。

## 行政区划
平掌乡下辖以下地区：
平掌社区、梭山村、联合村、仓房村、库独木村、丫口村、瓦寺村、曼干村、富库村和柏枝村。